# Lobopteromyia filicis
Lobopteromyia filicis är en tvåvingeart som först beskrevs av Ephraim Porter Felt 1907.  Lobopteromyia filicis ingår i släktet Lobopteromyia och familjen gallmyggor.
Artens utbredningsområde är New York. Inga underarter finns listade i Catalogue of Life.